# Fatim Fofana
Fatim Fofana est une judokate ivoirienne, née le 30 mars 1997 en Côte d'Ivoire. Elle concourt dans la catégorie des moins de 63 kg puis dans celle des moins de 70 et de 78 kg dames. Elle est double médaillée à l'African Open et médaillée de bronze aux Jeux de la Francophonie de 2017.

## Palmarès
| Année | Compétition             | Lieu    | Résultat | Catégorie      |
| ----- | ----------------------- | ------- | -------- | -------------- |
| 2017  | Jeux de la Francophonie | Abidjan | 3e       | Moins de 78 kg |
| 2021  | African Open            | Dakar   | 1er      | Moins de 78 kg |
| 2022  | African Open            | Alger   | 2e       | Moins de 78 kg |